# Neohabronyx georgianus
Neohabronyx georgianus là một loài tò vò trong họ Ichneumonidae.